# Pungeleria poeymiraui
Pungeleria poeymiraui är en fjärilsart som beskrevs av Charles Oberthür 1922. Pungeleria poeymiraui ingår i släktet Pungeleria och familjen mätare. Inga underarter finns listade.